# سمسو إيلونا
سامسو ايلونا (أو شامشو)هو سابع ملوك سلالة بابل الأولى وابن الملك حمورابي واستمر حكمه من 1686-1648 ق م، في فترة حكمه عرفت بعض المدن في ارض سومر ثورات ضده.
ازاى تاريخ ميلاده بعد تاريخ حكمه ب 100سنه

## فترة حكمه
بعد ان نجح حمورابي بضم كل من ارض سومر ولارسا واشنونة وآشور وماري حيث واتجه نحو الشمال وتمكن من هزيمة الجوتيون والحيثيين ومحاربته لعيلام شرقا جعل من نفسه امبراطور لبلاد ما بين النهرين (العراق).
لكن بعد وفاته واستلام سمسو ايلونا الحكم ثارت كل من آشور وعيلام وتمكنت من التحرر من الاحتلال البابلي لها وفي عهده فقدت بابل السيطرة على الكثير من المدن التي استقلت من الهيمنة البابلية عليها سامسو ايلونا حارب ملكا سمى نفسه ريم سين الثاني على اسم ريم سين الأول ملك لارسا الذي حاربه والده حمورابي وتمكن من هزيمته وتمكن من السيطرة على لارسا، لكن الملك ريم سين الثاني ملك لارسا تمكن من السيطرة على 28 مدينة منها اور واوروك إيسن وكيسورا وكذلك مدينة اشنونة تمكنت من الاستقلال من الهيمنة البابلية عليها. لكن الملك سامسو ايلونا حارب ملك اشنونة ايلوني الذي حاول مهاجمة بابل. وتمكن من هزيمته وقبض عليه وثم اعدمه خنقا،
وبعد 4 سنوات، تشابكت قوات سامسو ايلونا مع قوات ريم سين الثاني ملك لارسا في اراضي بابل وسومر وعيلام، وبعد معارك طاحنة تمكن شامشو ايلونا من السيطرة على مدينة اور وقام بهدم اسوارها وثم اتجه نحو مدينة إيسن واستولى عليها وفي الأخير اتجه نحو مدينة لارسا وتمكن من الاستيلاء عليها وقتل ريم سين الثاني وانهى حكمه.
و بعد ذلك حدث طوفان جنوب بلاد سومر واستغل ذلك شخص سمى نفسه ايلوما ايلو والذي ترجع اصوله إلى اخر ملك لسلالة إيسن فقام بتوحيد عموم السومريين وقام بتأسيس جيش سومري موحد وبعد معارك مع البابليون تمكن من الاستقلال جنوب بلاد سومر وقام بإنشاء سلالة القطر البحرية الاولى التي حكمت لمدة 300 سنة، وبعد تأسيس تلك السلالة قام سامسو ايلونا في اخر 18 سنة من حكمه ببناء 6 حصون في مدينة نيبور، وبقت نيبور تحت السيطرة البابلية طيلة فترة حكم سامسو ايلونا الا ان ايلوما ايلو تمكن من السيطرة عليها بعد وفاة شامشو ايلونا، اشنونة بقيت تحت سيطرة البابلية طيلة 20 سنة، وقام سامسو ايلونا ببنائها مرة أخرى وقام سامسو ايلونا بنشر جيشه في تلك المنطقة وقام ببناء حصن دور سامسو ايلونا.
ولم تنتهي حروب سامسو ايلونا فقد قام ملك عيلام كوتورناهونتي الأول بمهاجمة مملكته وتمكن من احتلال اوروك وسرق تمثال الالهة إنانا والذي لم يعد إلى بلاد الرافدين إلى حين قام الملك الاشوري آشور بانيبال بعد عدة قرون، وقام أيضا عدة ملوك اشوريين بمحاربة شامشو ايلونا وضموا الكثير من المناطق التي كانت تابعة لبابل، لكن سامسو ايلونا تمكن من السيطرة على آشور وهزم جيش ملك اشور اشور دوغول، لكنه وضع ملك لآشور تابع له واسمه اداسي.
شامشو ايلونا قام بتأسيس مملكة كوالده حمورابي الا انها لم تضم باقي الأراضي المحاذية لنهر الفرات ومنها مدينة ماري. مات سامسو ايلونا سنة 1648 ق م وتولى الحكم بعده ابي ايشوه.